# Drehkolbenzähler
Ein Drehkolbengaszähler ist ein Gaszähler zur Messung des Gasvolumenstroms durch Verdrängungsmessung.

## Funktionsweise
Zwei 8-förmige präzise ineinander greifende Drehkolben füllen und entlassen jeweils ¼ des Reglervolumens  bei einer halben Umdrehung jedes einzelnen Kolbens. Da das Gehäuse des Messwerkes im Betrieb unter Hochdruck steht/stehen kann, ist es baulich vom Zählwerk getrennt. Die Übertragung der Umdrehungen an das Zählwerk erfolgt daher mittels Magnetkupplung.
Im Zählwerk erfolgt dann die mechanische oder auch digitale Transformation der gemessenen Umdrehungen in den Betriebsvolumenstrom.
Zu Vergleichszwecken lässt sich dieser mithilfe der Thermische Zustandsgleichung idealer Gase auf den Normzustand umrechnen. 
Drehkolbengaszähler sind bewährte und ausgereifte Konstruktionen. Neukonstruktionen erreichen höchste Präzision (geringe Spaltverluste) und somit serienmäßige Messbereiche bis 1:160. 
Als nachteilig könnte die Trägheit beim An- und Auslauf erwähnt werden (ergibt Druckstöße), weiterhin das hohe Gewicht ab einer bestimmten Baugröße und der Umstand, dass der Zähler durch Schmutzpartikel im Gas leicht blockieren kann.

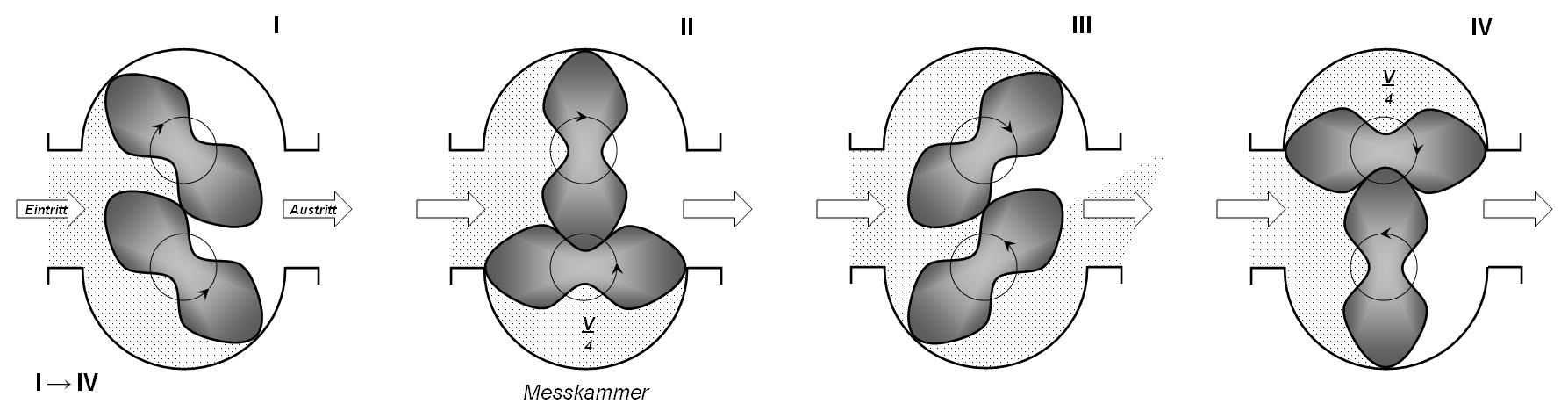
Messprinzip

## Einsatzbereiche
Der Drehkolbengaszähler kann im Hochdruckbereich eingesetzt werden und wird klassischerweise im Industriebereich verwendet.